# موکوان
موکوان شهری در شهرستان تیو در استان بولکیمده در بورکینافاسوی غربی مرکزی است جمعیت آن ۱۲۱۶ نفر است.